# Mariazellerbahn
 (novembre 2021).
Le Mariazellerbahn, ligne de Mariazell, est un chemin de fer à voie étroite avec un (écartement de 760 mm, situé en Autriche. Il relie la ville de Sankt Pölten en Basse-Autriche à la ville de pèlerinage de Mariazell en Styrie via Ober-Grafendorf. La ligne a, depuis 2010, une longueur de 84 km. Elle était précédemment prolongée jusqu'à Grusswerk.

## Histoire
Mariazell, avec son pèlerinage, était l'une des destinations touristiques les plus populaires en Autriche-Hongrie au XIXe siècle. Comme Saint Pölten fut relié au chemin de fer dès 1858 (ligne de l'ouest), l'opportunité de desservir Mariazell par le train est évoquée dès cette période. 
En 1890, l'ingénieur Franz Ipser initie un premier projet avec le soutien des maires de Kirchberg an der Pielach et Pyhra. Celui-ci devait relier Böheimkirchen ou Spratzern via Ober-Grafendorf à Frankenfels et être réalisé en voie métrique. Il envisageait la ligne de la vallée du Pielach comme un projet distinct. Le projet de chemin de fer de la vallée du Pielach (Pielachtalbahn) sera cependant planifié en premier, au sein de la Loi sur les chemins de fer de Basse-Autriche de 1895, incluant un embranchement d'Ober-Grafendorf à Mank. Une extension à Mariazell était également évoquée dans ce projet. En raison du relief escarpé, l'option retenue était celle d'un chemin de fer à voie étroite, autorisant des courbes serrées et des dénivelés plus importants que la voie normale. Comme pour tous les projets de chemin de fer à voie étroite dans le royaume des Habsbourg, une largeur de voie de 760 millimètres est imposée par l'administration militaire, ce qui permettait de mobiliser le matériel roulant en Bosnie-Herzégovine si nécessaire. Il y avait aussi une connexion avec le Thörlerbahn, qui menait de Kapfenberg à Au-Seewiesen. En juillet 1896, une concession est octroyée à la société du chemin de fer local Sankt Pölten - Kirchberg an der Pielach - Mank. La même année, les chemins de fer de l'État de Basse-Autriche entament les travaux et deux ans plus tard, le 4 juillet 1898, la section principale (Sankt Pölten - Kirchberg an der Pielach) ainsi que ce qui deviendra l'embranchement vers Mank sont inaugurés. 
Le 27 janvier 1903, le Parlement de Basse-Autriche approuve la construction de la section Kirchberg - Mariazell - Gußwerk. (ainsi que le prolongement de l'embranchement Mank - Ruprechtshofen). Les travaux ont lieu à partir de 1904. Le 5 août 1905, un tronçon joignant Kirchberg à Laubenbachmühle est inauguré en même temps que celui vers Ruprechtshofen. Pour la poursuite des travaux, itinéraires sont étudiés et c'est finalement celui qui limite le nombre de tunnels à creuser qui est choisi. Il nécessite tout de même le creusement d'un tunnel de 2 369 mètres à proximité de Gösing, ce qui était à l'époque le plus long tunnel à voie étroite d'Autriche. En 1906, le trafic marchandises est inauguré sur le tronçon, alors que la desserte voyageur ne débutera que le 2 mai 1907 jusqu'à Mariazell et quelques mois plus tard jusqu'au terminus de Gußwerk. Ces deux villes se trouvent en Styrie, et cet état alpin a donc co-financé la construction de la ligne, qui reçut officiellement le nom de chemin de fer alpin de Basse-Autriche - Styrie. La connexion envisagée vers le Thörlerbahn ne verra pas le jour, en raison du premier conflit mondial. 
La ligne rencontre rapidement le succès, et des problèmes de capacité se posent. Il semble assez évident que la traction vapeur ne permettra pas de relever ce défi, et la traction électrique est évoquée, ce qui constituerait une innovation pour une ligne à voie étroite (des trams électriques sont disponibles, mais trop peu puissants pour le trafic marchandise ou de longs trains de passagers sur une ligne aussi pentue). Dès décembre 1907, un projet d'électrification de la ligne principale est soumis par le directeur en exercice de l'Office national des chemins de fer, Eduard Engelmann, comprenant notamment la construction d'une centrale électrique à Wienerbruck et la réalisation d'une série spécifique de locomotives électriques. L'inauguration de la traction électrique a lieu le 10 juillet 1911.
Les chemins de fer locaux de Basse Autriche firent face à de sérieuses difficultés et la ligne fut transférée en 1923 aux chemins de fer fédéraux autrichiens (ÖBB). En 1938 et jusqu'à la fin de la seconde guerre mondiale, cette société est intégrée à la Deutsche Reichsbahn des suites de l'Anschluss.
Au milieu des années 1950, Les voitures à voyageur sont reconstruites avec des caisses en métal. L'embranchement est également convertis à la traction diesel (en raison du relief facile de cette section, la traction vapeur avait été jugée suffisante pour assurer le service).
Fin des années 1980, le trafic marchandises prend fin. Le réseau est dès lors rationalisé avec la fermeture de plusieurs embranchements (notamment le tronçon terminal Mariazell - Grusswerk ainsi que le parcours au delà de Mank). La ligne ne fait plus l'objet d'investissements et se dégrade inexorablement. Au début des années 2000, sa survie vient d'un soutien financier de la province de Basse Autriche qui concessionne les ÖBB pour poursuivre l'exploitation, dans l'attente d'une solution définitive. En décembre 2010, l'exploitation de la ligne est transférée des chemins de fer fédéraux autrichiens à la Niederösterreichische Verkehrsorganisationsgesellschaft (NÖVOG), une société mise en place par la province de Basse Autriche. L'embranchement non électrifié d'Ober-Grafendorf à Mank n'est plus exploité.

## Infrastructure

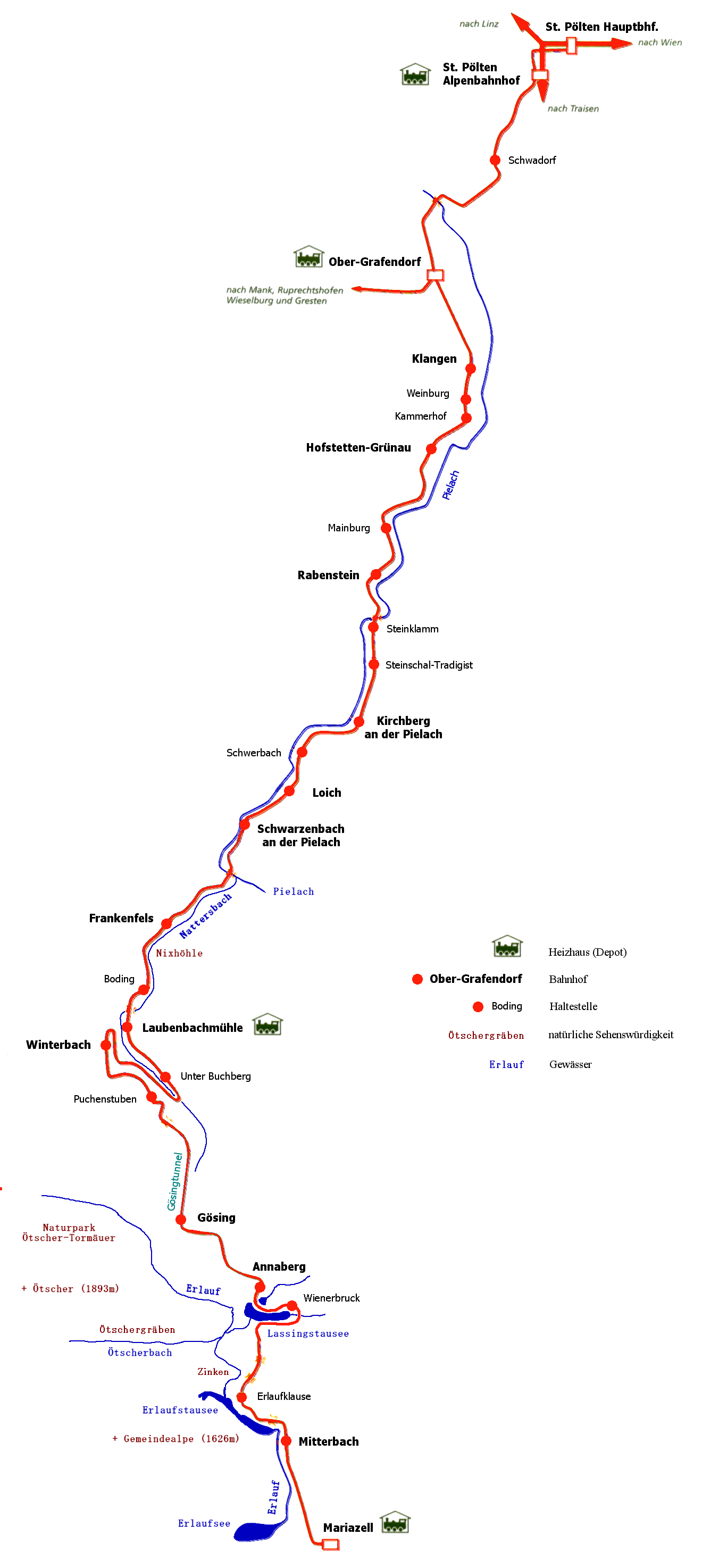
Plan de la ligne.

### Équipement technique
La vitesse est limitée à 60 km/h sur cette ligne, alimentée en courant alternatif monophasé basse fréquence (25 hertz 6500 Volts), ce qui nécessite une infrastructure de production et de distribution distinctes des lignes domestiques.

## Matériel roulant
Le service sur ce chemin de fer de montagne est initialement assuré par les locomotives à vapeur des séries Mh et Mv, conçues spécialement pour le profil difficile de la ligne. 
Outre un important trafic de pèlerins, les produits agricoles, le minerai et surtout le bois y trouvent une manière d'élargir leurs débouchés. Dès 1909, des wagons de marchandises à voie standard étaient transportés sur des lorries. 
Les locomotives électriques de la série E sont introduites en 1910 par les chemins de fer locaux de Basse Autriche ( Niederösterreichischen Landesbahnen). Elle deviendront la série 1099 aux chemins de fer fédéraux autrichiens. Ces robustes engins resteront en service plus de 100 ans, jusqu'en 2013.
En 1994, des rames automotrices tricaisses de la série 4090 sont mises en service.
Le 11 novembre 2010, le gouvernement provincial de Basse-Autriche annonce avoir passé commande de neuf automotrices électriques et quatre caisses panoramiques auprès de Stadler Rail , qui opèrent sous le nom de Be 4/8 « Himmelstreppe » (stairway to heaven / escalier vers le paradis). Ces nouveaux véhicules sont entretenus dans un nouveau dépôt-atelier construit à Laubenbachmühle, qui devient le centre d'exploitation de la ligne. Ces nouveaux enginsassurent le service depuis septembre 2013, et le matériel ancien a été retiré, et intervient uniquement pour d'occasionnels trajets historiques.

Images de la ligne
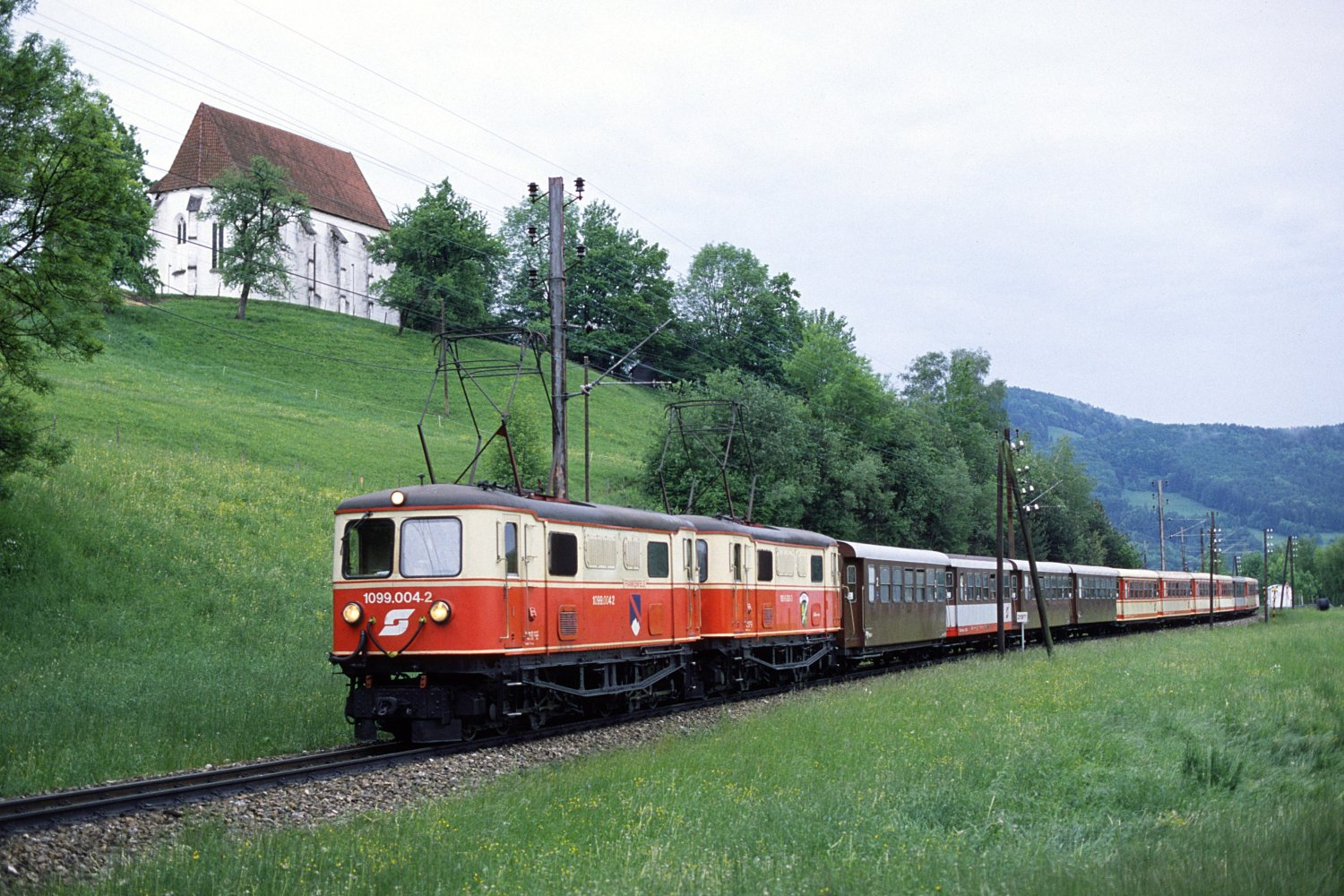
Train à Kirchberg an der Pielach.
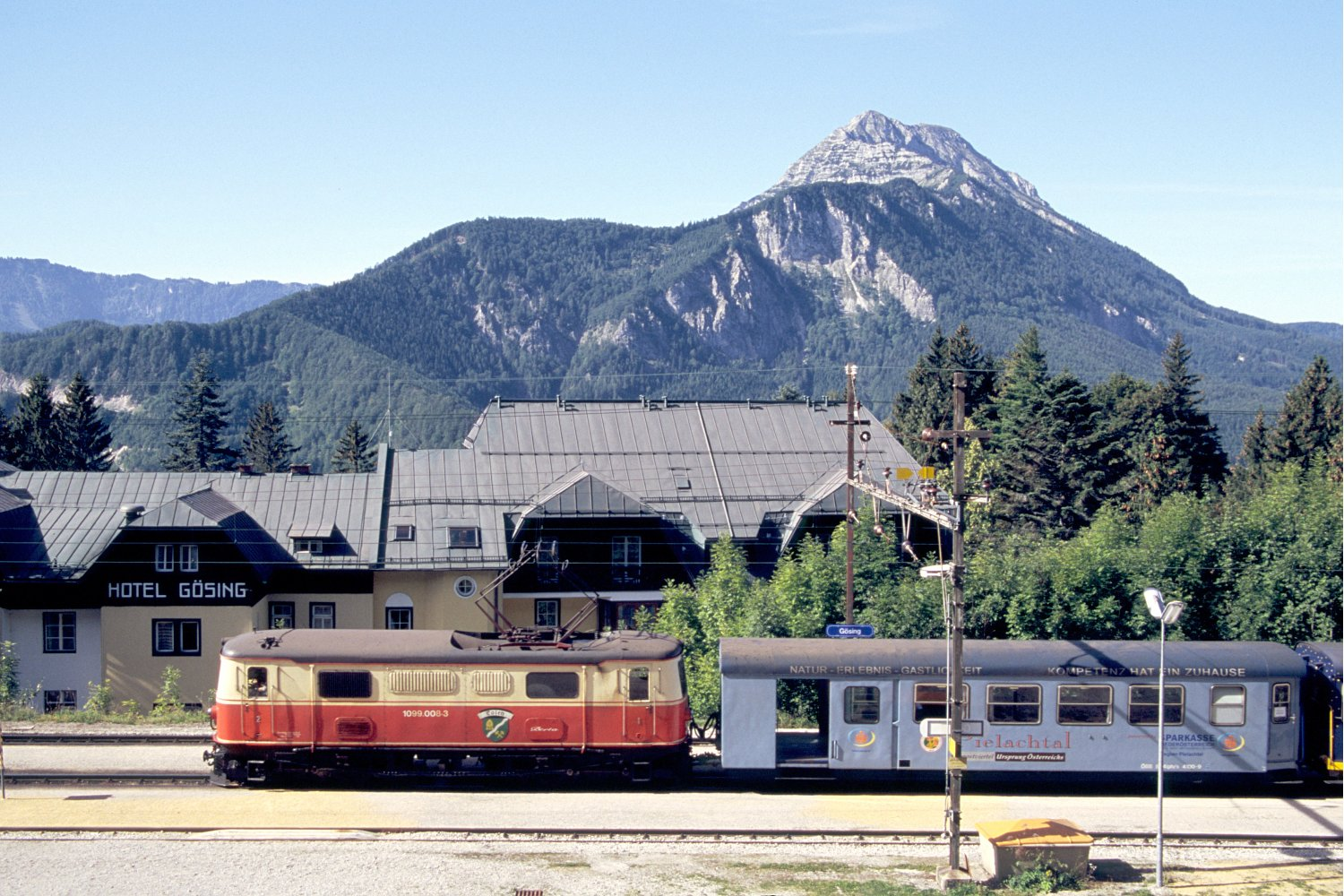
La gare de Gösing, avec la montagne Ötscher.
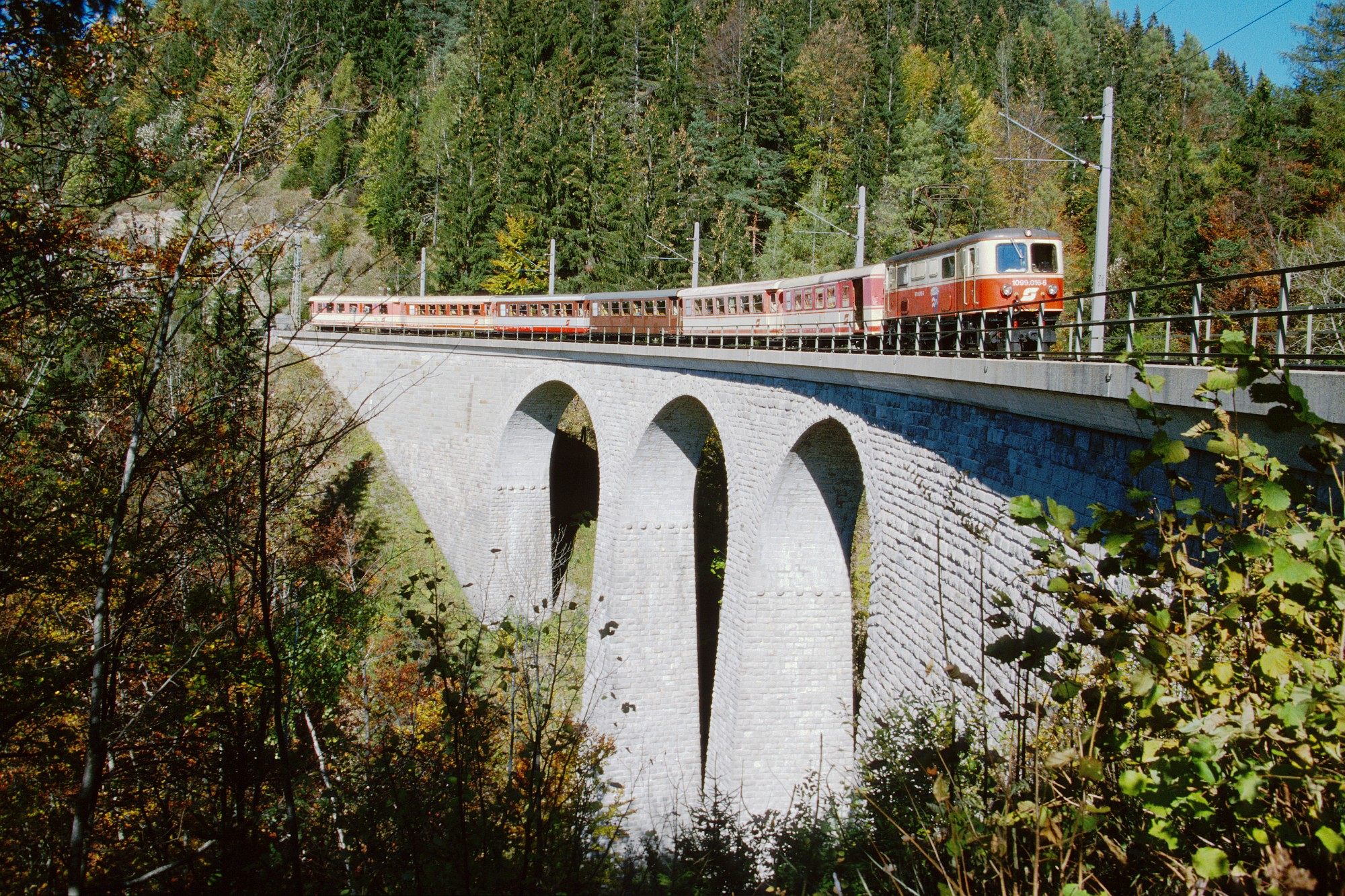
Viaduc de Saugraben près d'Annaberg.
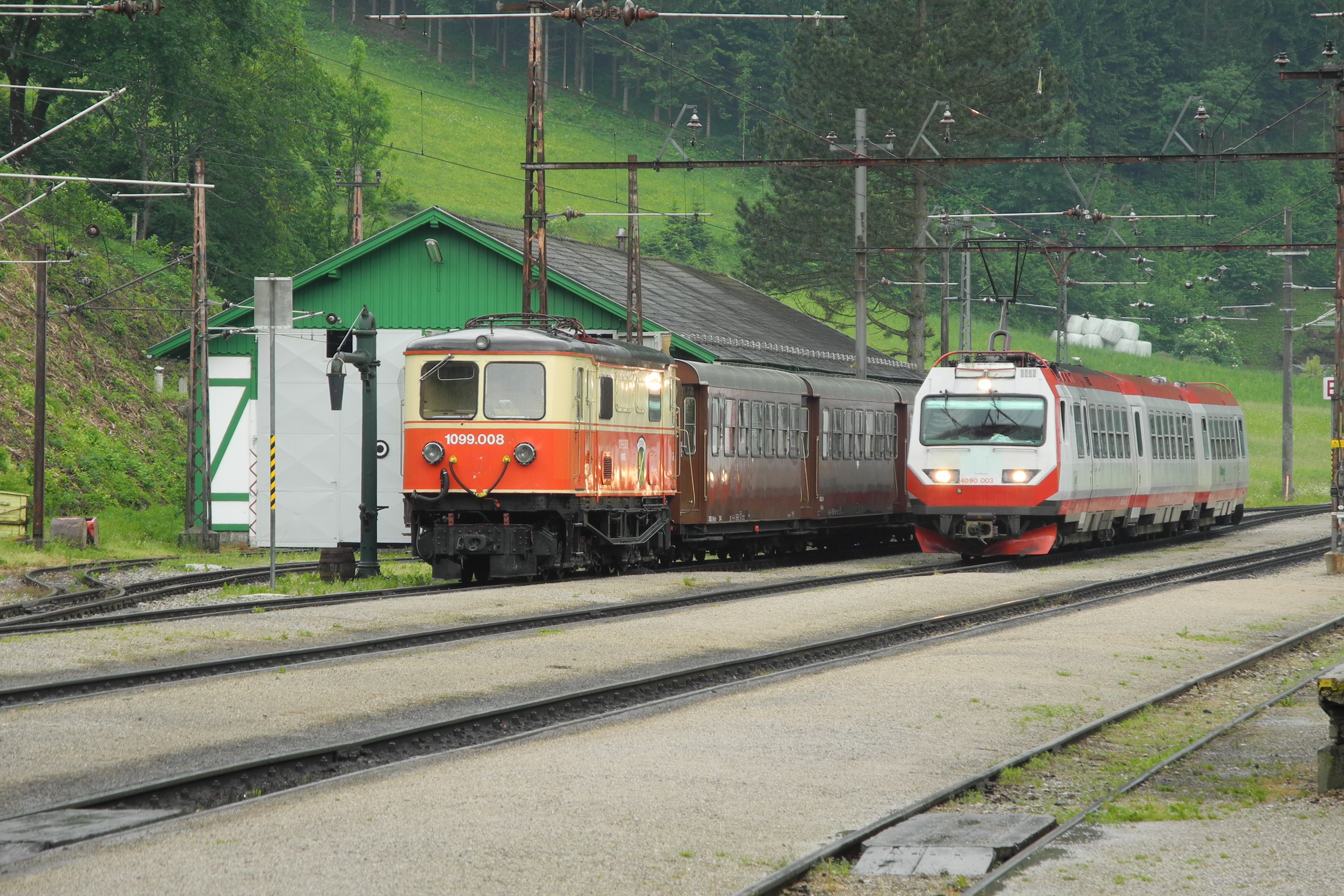
Laubenbachmuhle, près de Frankenfels.
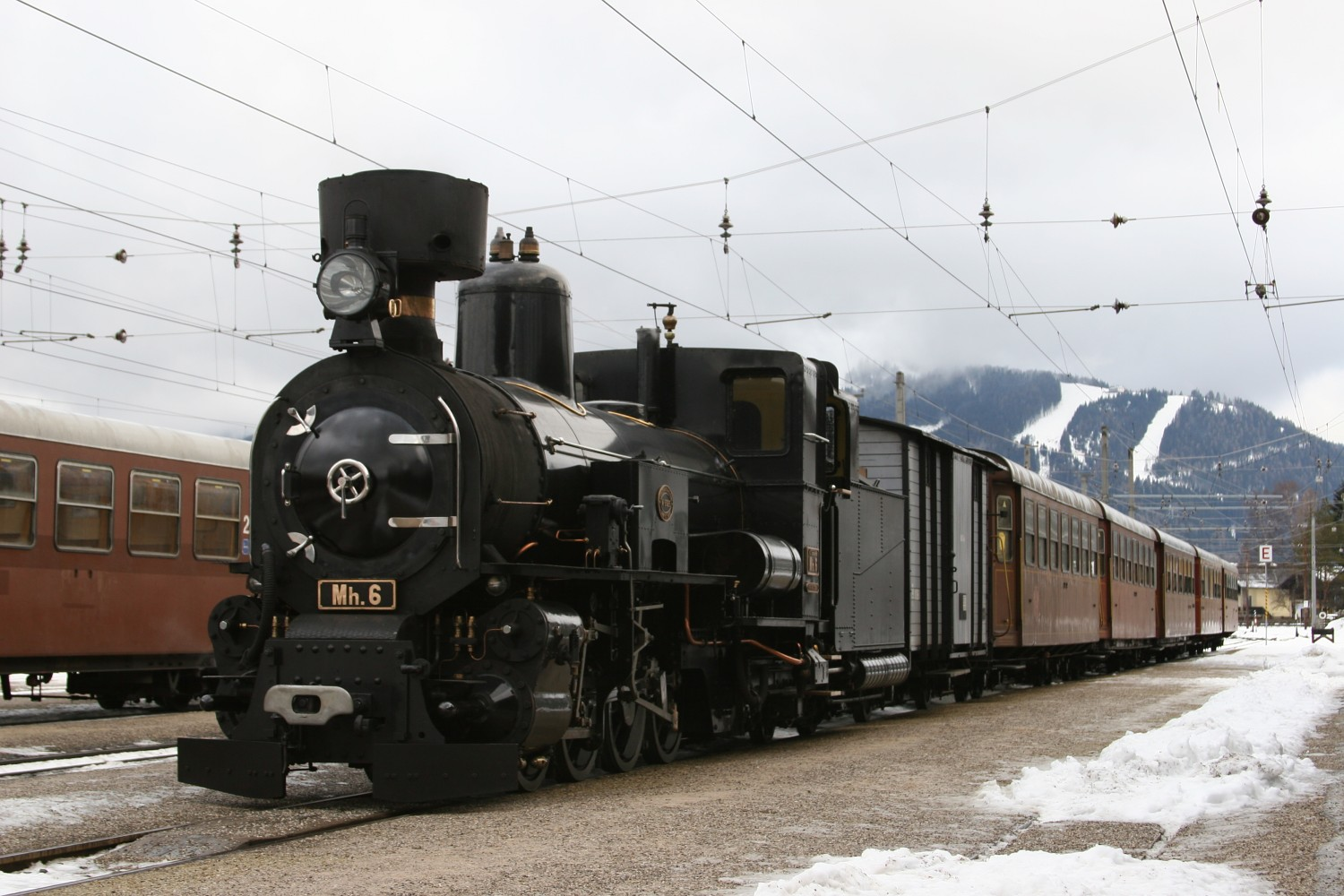
Train à vapeur touristique à Mariazell.
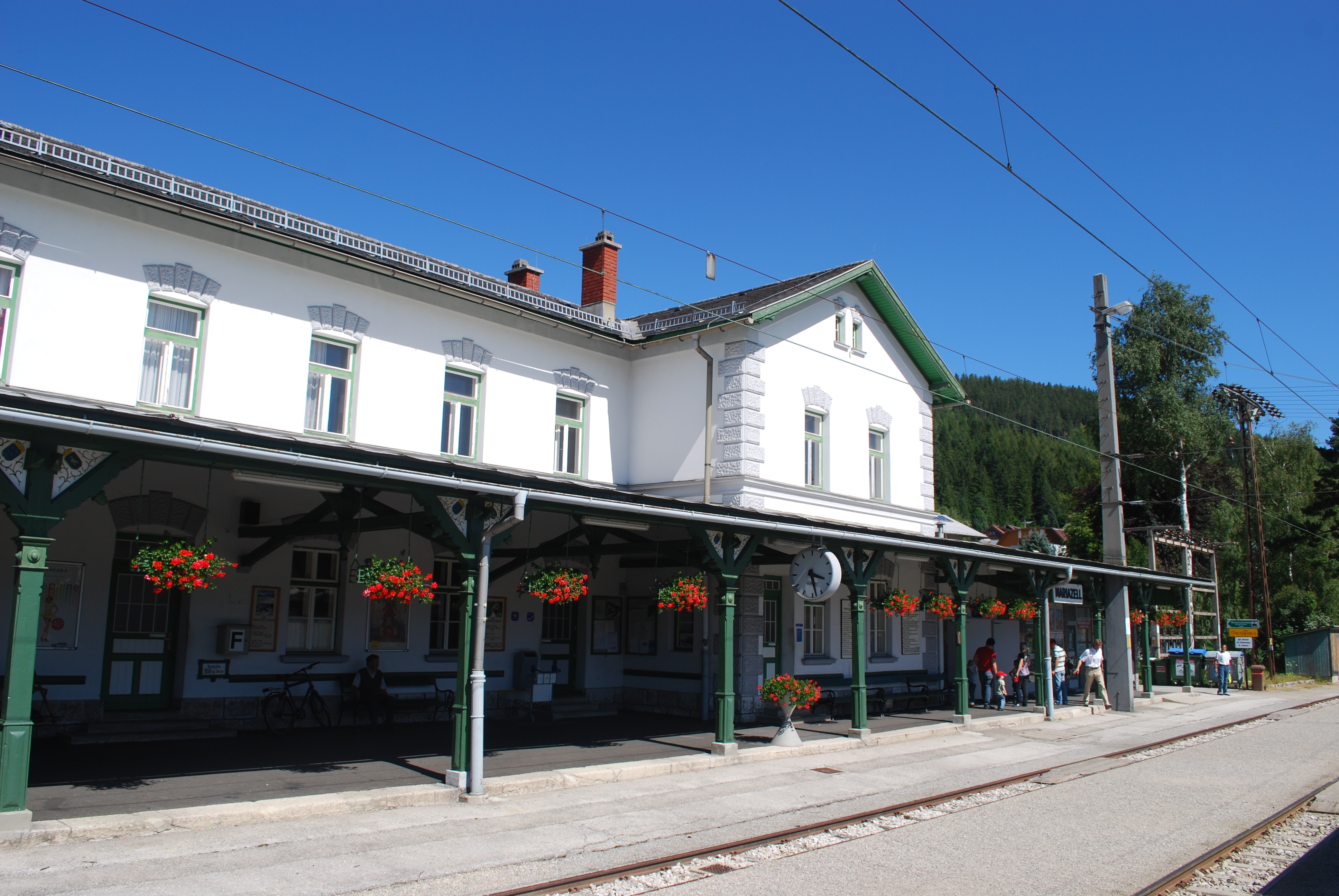
Terminus de Mariazell.
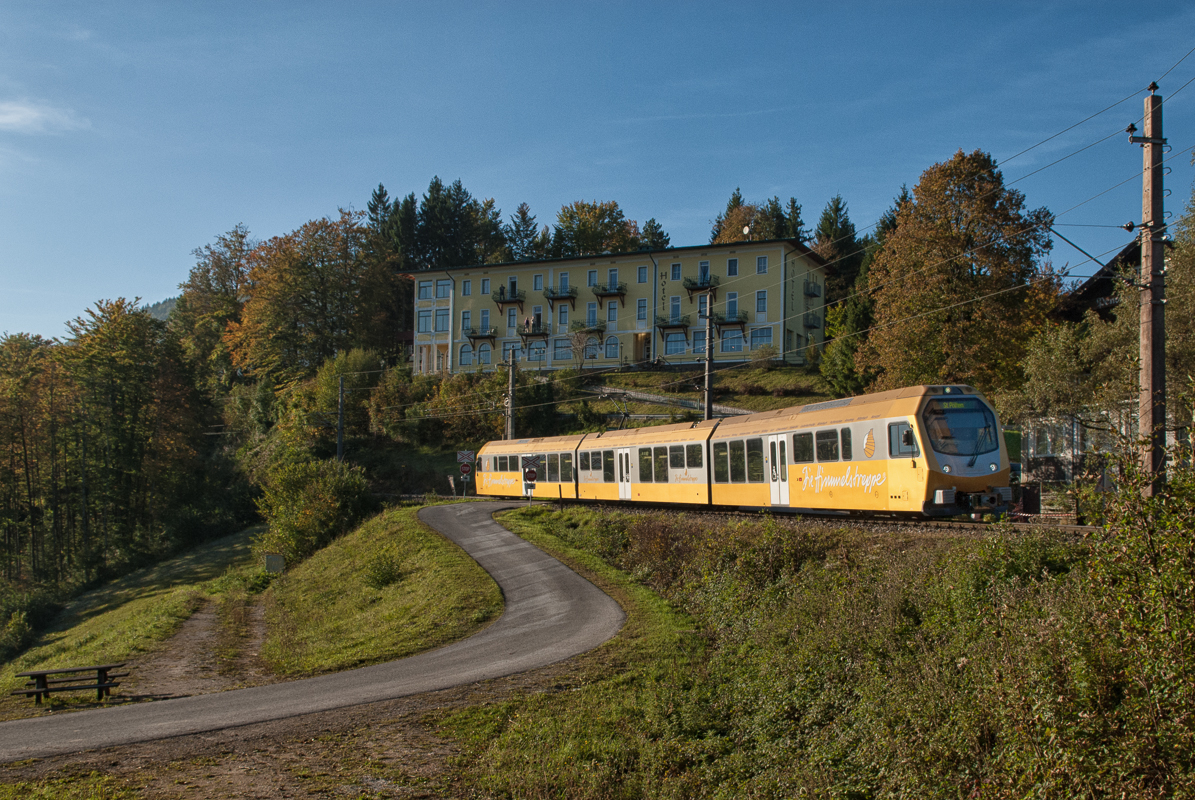
Automotrice "Himmelstreppe" près de Winterbach.